# Nebraska (альбом)
Nebraska («Небраска») — шестой студийный альбом американского рок-исполнителя Брюса Спрингстина, выпущенный в сентябре 1982 года.

## Список композиций
1. «Nebraska» — 4:32
2. «Atlantic City» — 4:00
3. «Mansion on the Hill» — 4:08
4. «Johnny 99» — 3:44
5. «Highway Patrolman» — 5:40
6. «State Trooper» — 3:17
7. «Used Cars» — 3:11
8. «Open All Night» — 2:58
9. «My Father’s House» — 5:07
10. «Reason to Believe» — 4:11

## В записи участвовали
- Брюс Спрингстин — гитара, бас-гитара, губная гармоника, вокал.

## Позиции в чартах
- 3-е место — чарт Pop Albums (1982).
- 174-е место — чарт Billboard 200 (1985).

## Синглы
- Atlantic City:
  - 10-е место — чарт Mainstream Rock (1982).
- Johnny 99:
  - 50-е место — чарт Mainstream Rock (1982).
- Open All Night:
  - 22-е место — чарт Mainstream Rock (1982).